# École nationale de police
Pour les articles homonymes, voir ENP.
Les Écoles nationales de police (ENP) forment les élèves aux métiers de la police. Elles existent dans de nombreux pays francophones.

## Par pays

### Belgique
Depuis la réforme de la police, la police belge est structurée à 2 niveaux, local et fédéral.
(Avant la police était représentée par 3 "groupes" la gendarmerie, la police communale et la police judiciaire)

#### Police fédérale et police locale
- Pour les francophones: Liège, Namur, Jurbise, Bruxelles
- Pour les néerlandophones: Gand, Bruges, Anvers, Genk

### Bénin

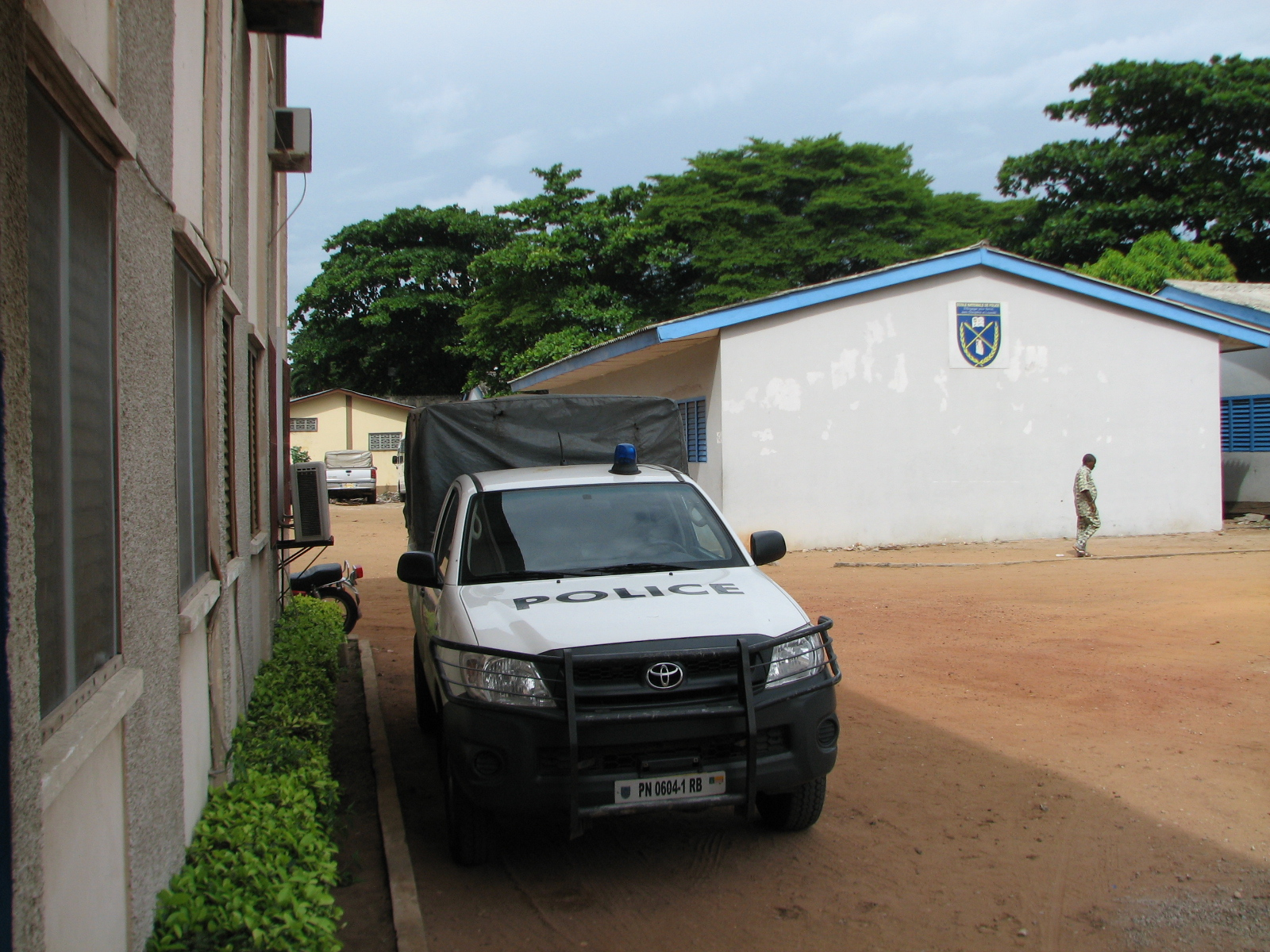
Cour de l'École nationale de Police, à Cotonou.

La Police Nationale du Bénin dispose de trois écoles :
- l’École Nationale des Brigadiers et Gardiens de Paix ;
- l’École Nationale des Officiers de Police ;
- l’École Nationale Supérieure de la Police .

### Burkina Faso
- À Ouagadougou

### France
L'École nationale pour la formation des cadres de police ouvre près de Lyon, sous le régime de Vichy, peu après la création de la police nationale en 1941.

#### Écoles de la police nationale

##### Implantations

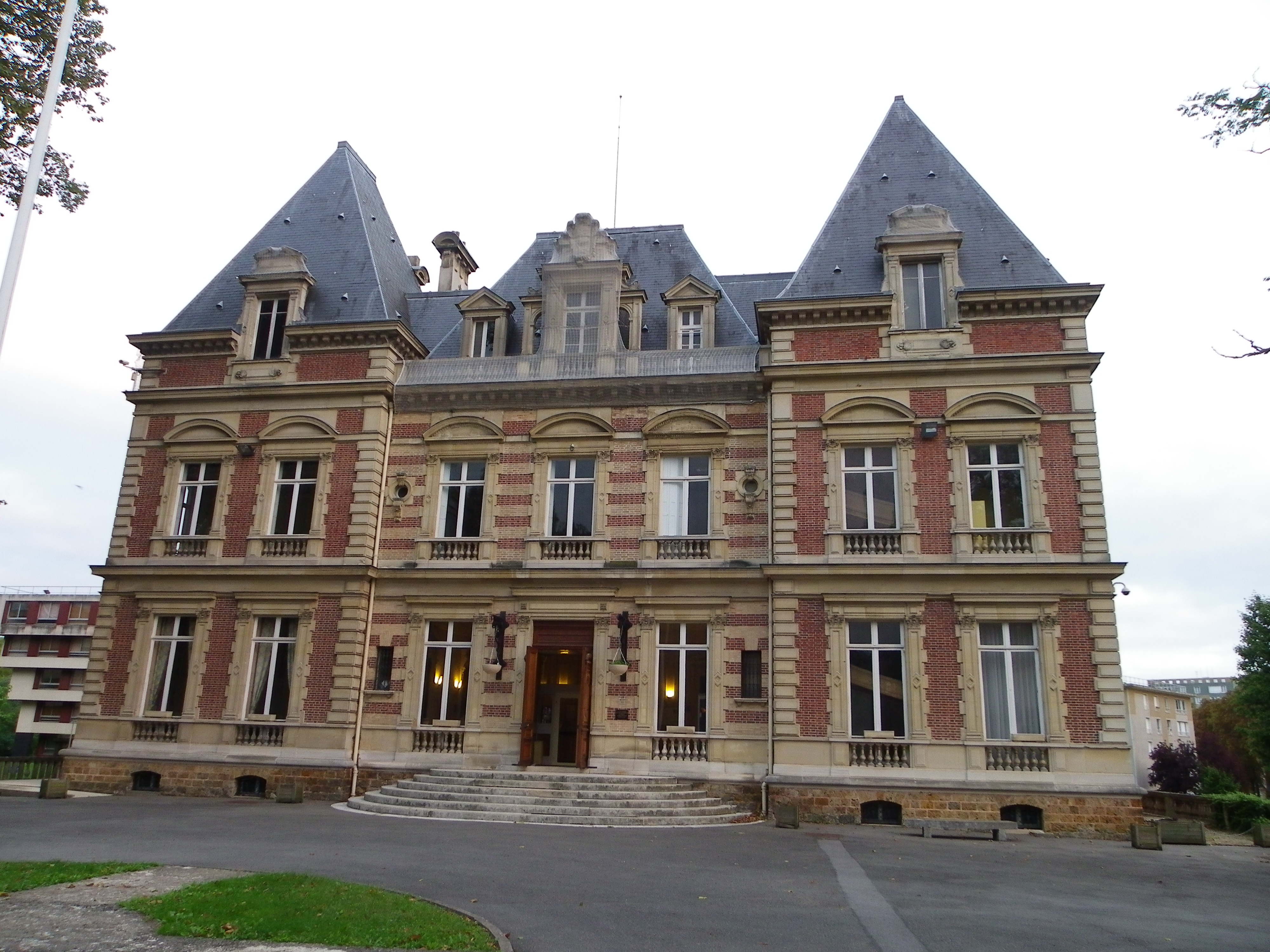
Château des Bergeries accueillant l'ENP à Draveil (Essonne)

- École nationale supérieure de la police (ENSP) pour les commissaires de police située à Saint-Cyr-au-Mont-d'Or (Auvergne-Rhône-Alpes)
- École nationale supérieure des officiers de police (ENSOP) pour les officiers de police située à Cannes-Écluse (Seine-et-Marne)
- Écoles nationales de police (ENP) et Centres de formation de la police nationale (CFP) pour les élèves gardiens de la paix (EGPX) ou les policiers adjoints. Certains d’entre eux forment aussi les cadets de la République. Ils sont répartis sur le territoire français en métropole :
  - ENP Draveil (Essonne)
  - ENP Vincennes (Val-de-Marne)
  - ENP Périgueux (Dordogne)
  - ENP Reims (Marne)
  - ENP Roubaix (Nord)
  - ENP Saint-Malo (Ille-et-Vilaine)
  - ENP Sens (Yonne)
  - ENP Montbéliard (Doubs)
  - ENP Nîmes (Gard)
  - ENP Oissel (Seine-Maritime)[2]
  - ENP Toulouse (Haute-Garonne)
  - CFP Chassieu (Rhône)
  - CFP Nice (Alpes-Maritimes)

##### Cursus
- Les ENP

La formation des policiers adjoints (anciennement adjoints de sécurité) est constituée de 16 semaines en école (anciennement 12) et d'un stage d'adaptation de 2 semaines sur site d'affectation. L'enseignement dispensé est à la fois théorique (maintien de la paix, procédure pénale, droit pénal général et spécial, quelques éléments de droit administratif, dactylographie) mais aussi pratique (sports de combat et d'autodéfense, tir, entraînements sportifs divers dont l'endurance).
Les tests de sélection des policiers adjoints, effectués au niveau départemental, sont ouverts à tout citoyen français de moins de 30 ans, sans conditions de diplôme.
Les policiers adjoints ayant au moins un an d'ancienneté (hors formation et stages) peuvent postuler au concours interne de gardien de la paix.
Le contrat des policiers adjoints est un contrat à durée déterminée de 3 ans consécutifs et renouvelable en express encore 3 ans.
Les cadets de la République, âgés de 18 à 25 ans, disposent d'une formation de 28 semaines en école de police ainsi que d'une formation de 12 semaines de cours en lycée professionnel permettant de les préparer aux épreuves du concours interne de gardien de la paix. Ils possèdent aussi une première expérience en commissariat, effectuée au cours de leur formation, comprenant 7 semaines de stage.
La formation des gardiens de la paix dure 24 mois depuis 2022. Elle est constituée d'environ 12 mois en école comprenant des cours, et 12 mois de stage dans le service d’affectation.
L'enseignement dispensé est la fois théorique (maintien de l'ordre, procédure pénale, droit pénal général et spécial, quelques éléments de droit administratif, dactylographie) mais aussi pratique (sports de combat et d'autodéfense, armement, tir, entraînements sportifs divers dont l'endurance et parcours professionnel).
Le concours de gardien de la paix est ouvert à tout citoyen français âgé de moins de 45 ans et titulaire d'un bac général ou technique (concours externe) ou sans limite d'âge après un an d'ancienneté au grade d'adjoint de sécurité (concours interne).
Les gardiens de la paix ayant quatre ans d'ancienneté dans ce grade pouvaient postuler au grade de brigadier de police (aujourd’hui supprimé) ou présenter le concours interne pour le grade de lieutenant de police.
- L'ENSOP

La formation des officiers de police dure 18 mois, dont 12 mois de cours et 6 mois de stages cumulés.
L'enseignement dispensé est la fois théorique (Management, maintien de la paix, procédure pénale, droit pénal général et spécial, quelques éléments de droit administratif, dactylographie et une formation à la qualification d'officier de police judiciaire) mais aussi pratique (sports de combat et d'autodéfense, tir, entrainement sportif divers dont l'endurance).
Les lieutenants de police ayant quatre ans d'ancienneté peuvent présenter le concours interne de commissaire de police. Après cinq ans d'ancienneté, les lieutenants peuvent aspirer au grade de capitaine.
Le concours externe des officiers est ouvert à tout ressortissant français de moins de 35 ans et titulaire d'une formation reconnue par l'État comme étant équivalente à un bac+3 (des études dans un IEP ou de droit sont fortement recommandées). Le nombre de places varie selon les années entre 45 et 50 places pour près de 3000 candidats ce qui en fait un des concours administratifs les plus sélectifs.
Le concours interne est ouvert, sans limites d'âge, aux majors, brigadiers-chefs, brigadiers, sous-brigadiers, mais aussi aux gardiens de la paix ayant aux moins quatre ans d'ancienneté à ce grade. Le nombre de places est d'environ 15.
Les postes d'officiers sont également disponibles sur dossier pour les majors RULP (responsable d'unité locale de police) ayant cinq ans dans ce grade. Cette voie se limite à 20 postes par an.
Depuis le 1er janvier 2013, l'ENSOP a fusionné au sein de l'ENSP. Cependant, le site historique de l'école à Cannes Ecluse continue la formation des officiers de la police.
- L'ENSP

La formation des commissaires de police dure 24 mois, dont 12 mois de cours et 12 mois de stages cumulés.
L'enseignement dispensé est la fois théorique (Management, maintien de la paix, procédure pénale, droit pénal général et spécial, droit administratif, dactylographie et une formation à la qualification d'officier de police judiciaire) mais aussi pratique (sports de combat et d'autodéfense, tir, entrainement sportif divers dont l'endurance).
Le concours externe est ouvert aux Français de moins de 35 ans et titulaires d'un master 2 minimum (les IEP ou des masters de droit public ou de droit pénal sont fortement recommandés). Le concours externe offre 25 à 30 postes par an et est considéré comme étant l'un des plus difficiles avec les concours d'entrée à l'ENA et à l'ENM.
Le concours interne est ouvert, sans limite d'âge, aux commandants, capitaines, ainsi qu'aux lieutenants ayant quatre ans d'ancienneté.
Les capitaines ayant cinq ans d'ancienneté dans leur grade peuvent intégrer l'ENSP sur dossier.

### Québec
- École nationale de police du Québec à Nicolet